# Chaja Karaulnik
Pour les articles homonymes, voir Bober.
Chaja Karaulnik (ou Chaja Bober, alias Georgette ou Aline Rouzier, née le 26 janvier 1915 à Varsovie et morte en octobre 1943 à Auschwitz Birkenau) est une communiste juive polonaise. Résidant en France à partir de 1937, elle entre dans la Résistance et devient agente de liaison des Francs tireurs partisans - Main d’œuvre Immigrée (FTP-MOI). Elle est déportée et morte en camp de concentration.

## Biographie
Chaja Bober est née à Varsovie, le 26 janvier 1916. Elle est la fille de Srul Bober et Estéra Akerman.
Elle obtient son baccalauréat à Varsovie. Elle épouse Jankier Karaulnik, le couple se sépare en août 1936.  Le 12 mai 1937, Chaja Karaulnik quitte Varsovie pour Paris où elle habite 5 rue Tournefort dans le 5e arrondissement. 
À partir de mars 1938, elle vit avec le docteur Aimé Albert, divorcé de Juliette Ténine, chirurgienne-dentiste, communiste et, plus tard, résistante. Aimé Albert exerce sa profession de médecin à Ivry-sur-Seine où il est domicilié dans un pavillon au 4 rue Descartes. 
Chaja Karaulnik est titulaire d’un récépissé de carte d’identité valable jusqu’au 17 février 1942. Lorsque le couple quitte Ivry-sur-Seine le 17 février 1942, Chaja Karaulnik indique au commissariat de la ville qu’elle va habiter à l’hôtel du 9 rue du Sommerard à Paris. En réalité, elle entre dans la clandestinité.
Le 5 juillet 1943, elle est interpellée par des inspecteurs de la Brigades spéciale 2, vers 10 heures du matin, rue de l’Union à Aubervilliers, alors qu'elle se rend à un rendez-vous avec Pierre Lamandé des FTP avec la militante communiste et résistante Angèle Le Hen. 
Elle est interrogée le mardi 6 juillet 1943 dans les locaux de la Brigade spéciale. L'appartement des parents d'Aimé Albert, 10 rue Barrault, où elle vit, est perquisitionné. On y saisit divers documents dont une fausse carte d'identité et des tickets de rationnement volés. Chaja Karaulnik nie tout lien avec le Parti communiste, affirme ne rien savoir des activités illégales d'Aimé Albert et ne pas connaître Angèle Henel. Elle invente des explications pour les objets saisis mais la police est déjà informée de ses activités d'agente de liaison. Elle est frappée durant les interrogatoires.
Elle est internée à Drancy sous le matricule 4627.
Le 7 octobre 1943, elle est déportée à Auschwitz par le convoi n° 60. Sur les 1000 personnes de ce convoi, seules 31 sont encore en vie à la libération du camp le 27 janvier 1945, dont deux femmes.
Chaja Karaulnik, elle, est morte peu après son arrivée à Auschwitz, en octobre 1943.